# 坎普阿萊格里 (聖卡塔琳娜州)
坎普阿萊格里（葡萄牙語：Campo Alegre），是巴西的城鎮，位於該國南部，由聖卡塔琳娜州負責管轄，始建於1897年3月18日，面積496平方公里，海拔高度870米，2014年人口11,982，人口密度每平方公里24.15人。